# سقاية مسجد الست نفيسة
سقاية مسجد الست نفيسة
هذه السقاية قد انشأها بعض أهل الخير بالقرب من مسجد الست نفيسة في الجانب الغربي ببغداد في العهد العثماني، وهي ترقى إلى القرن الثاني عشر للهجرة (الثامن عشر للميلاد). نالت هذه السقاية اهميتها وذلك لموقعها في آخر عمران هذا الجانب. وكذلك قربها من موقع الترامواي الذي انشأه مدحت باشا والي بغداد. وبقيت هذه السقاية قائمة إلى ان تم توسيع شارع موسى الكاظم الذي تطل عليه، فنقضت مع قسم من المسجد، وعندمت تم إعادة بناء الجامع لم تبن السقاية.